# IC 2527
IC 2527 ist eine Spiralgalaxie vom Hubble-Typ Sc im Sternbild Kleiner Löwe am Nordsternhimmel. Sie ist schätzungsweise 310 Millionen Lichtjahre von der Milchstraße entfernt.
Das Objekt wurde am 11. Mai 1896 von Stéphane Javelle entdeckt.